# Amalthina lacteata
Amalthina lacteata är en fjärilsart som beskrevs av Edward Meyrick 1914. Amalthina lacteata ingår i släktet Amalthina och familjen spinnmalar. Inga underarter finns listade i Catalogue of Life.